# Quercus coccifera
Espèce
Classification phylogénétique
Répartition géographique
Le Chêne des garrigues, Chêne kermès ou Quercus coccifera est une espèce d'arbustes à feuilles persistantes de la famille des Fagacées et de la sous-famille des Fagoideae, spontané dans les terrains pierreux calcaires de la région méditerranéenne, en particulier dans la garrigue.
Il a également pour noms communs Chêne à cochenille, Chêne-garrigue, Garric.
En occitan, il est appelé Avaus, Garrolha, Agarrus, Garric (ce dernier nom est issu du terme garrigue, littéralement l'arbre de la garrigue).
Le Chêne kermès tire son nom de la cochenille qui le parasite, Kermes vermilio (de l'arabe qirmiz (قرمز), du persan qirmiz (قرمز) : sanglant ; rouge ; cochenille).

## Description

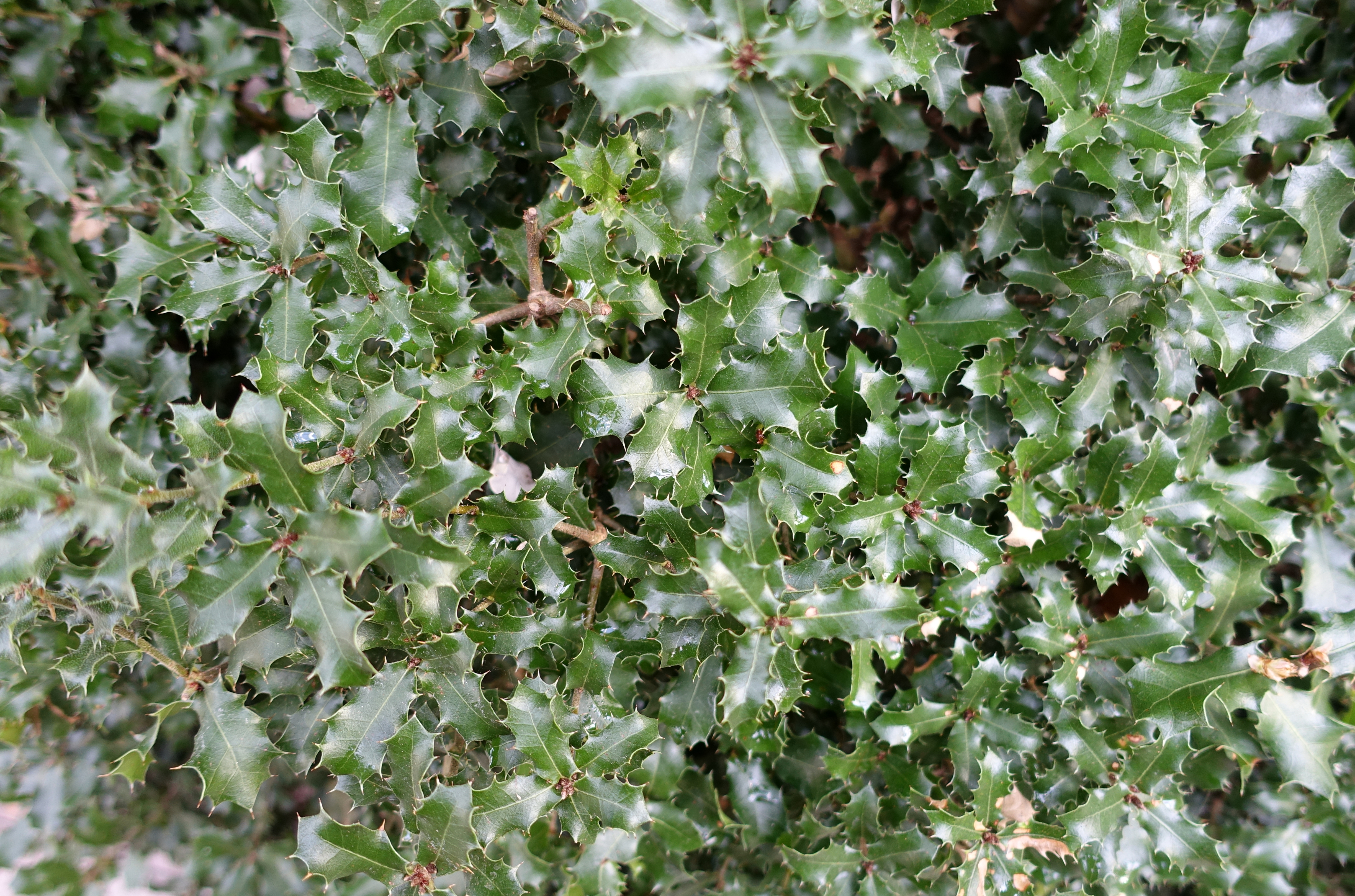
Feuillage.
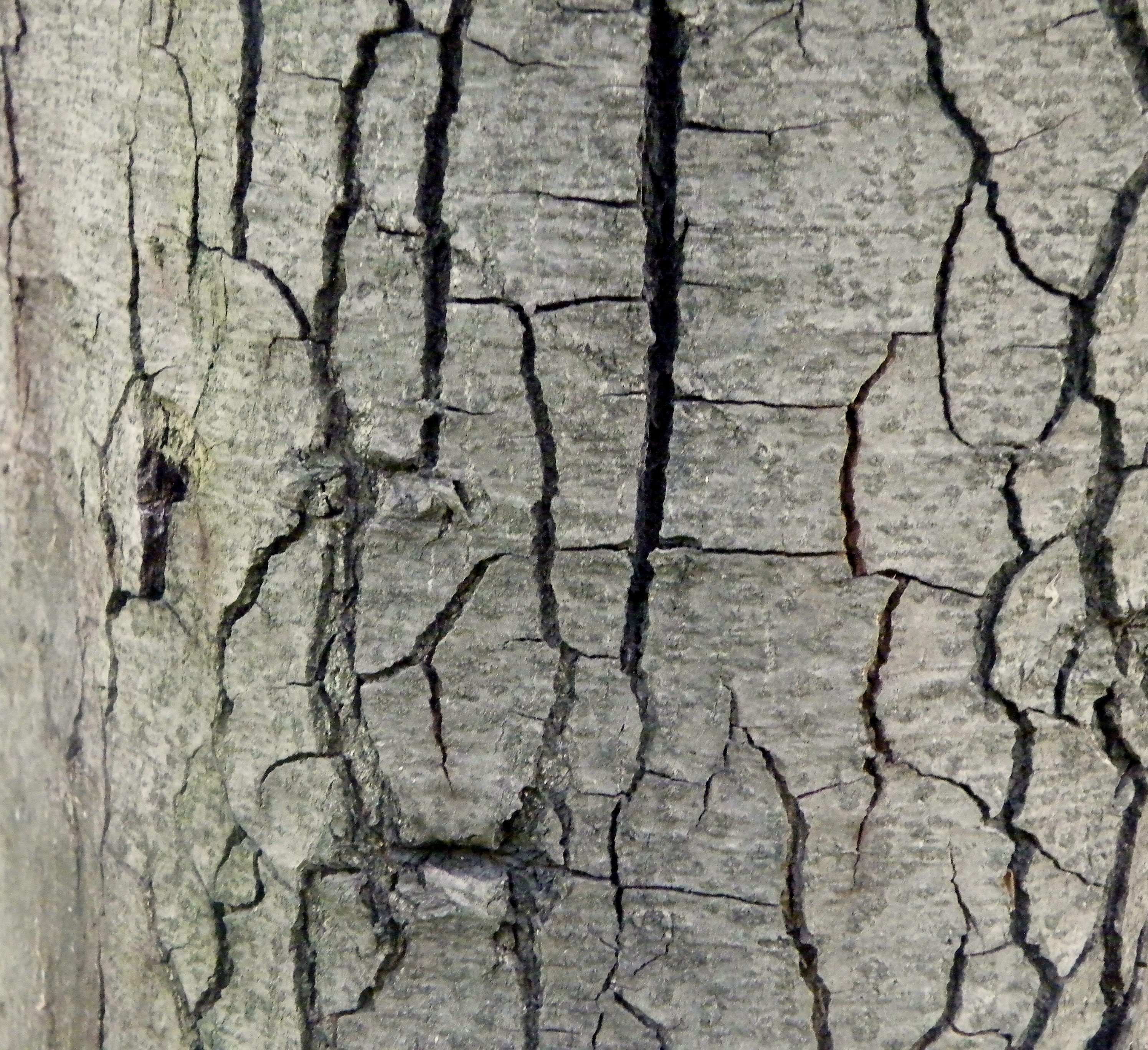
Écorce.
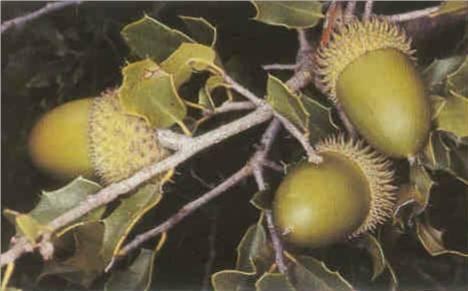
Glands.
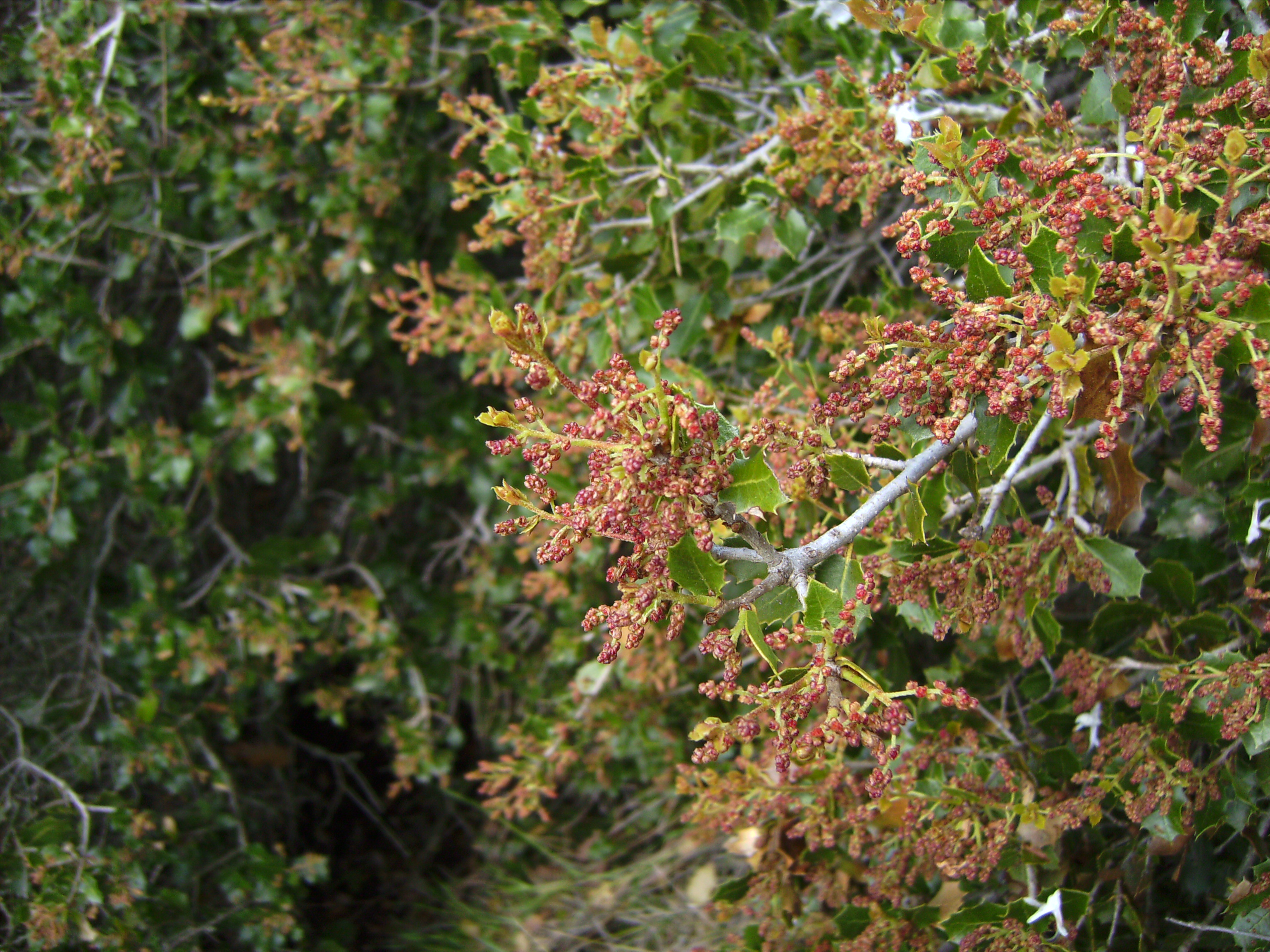
Fleurs.
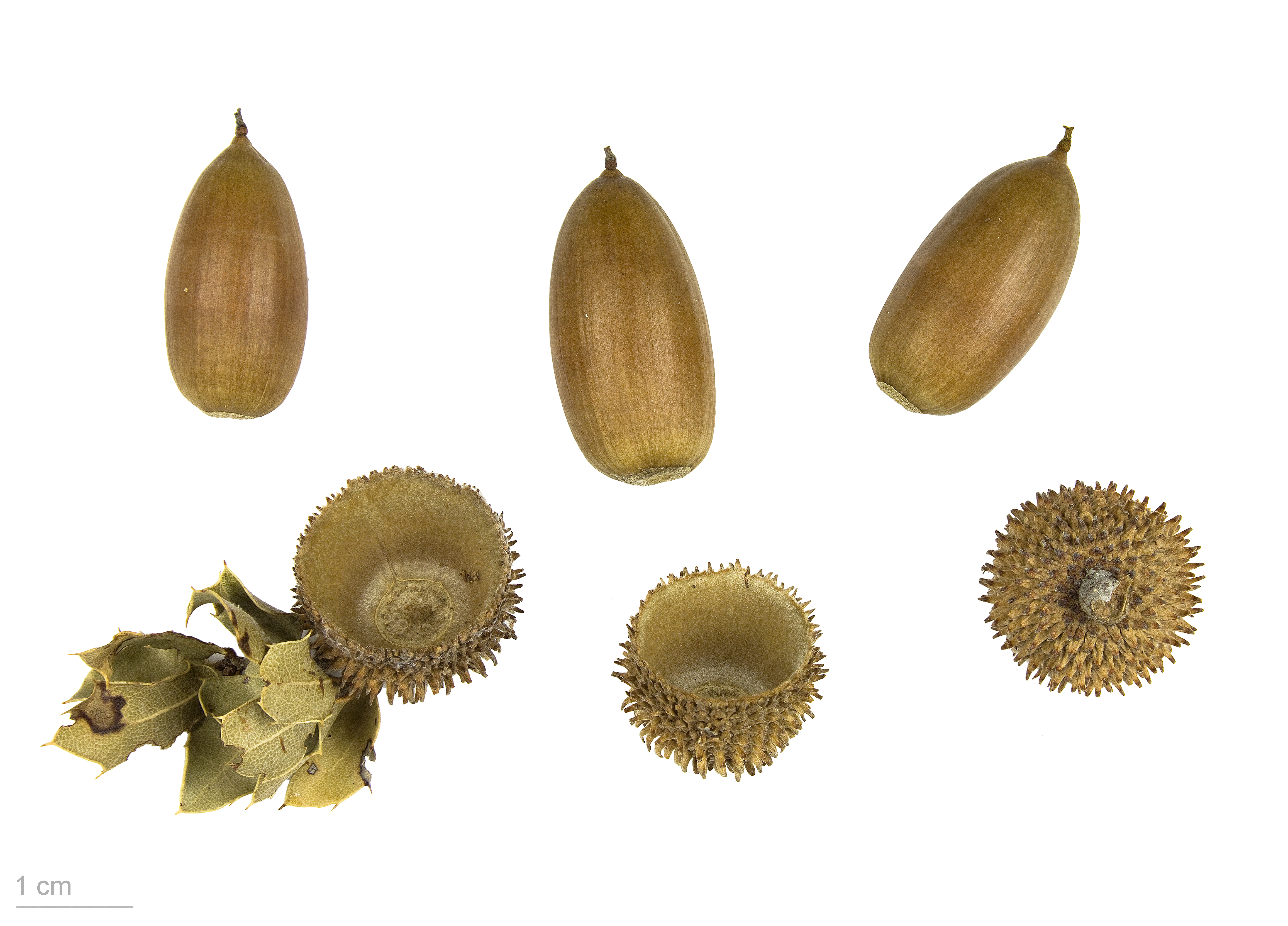
Quercus coccifera - Muséum de Toulouse.

C'est un arbuste ou arbrisseau touffu à port buissonnant, d'une hauteur maximale de 3 mètres, à tiges recouvertes d'une écorce brun noir finement crevassée, portant de nombreux rameaux enchevêtrés, et persistants une fois desséchés.
Les feuilles, petites, coriaces, d'un vert luisant, de forme ovale-oblongue, sont bordées de dents épineuses et ont un court pétiole. Elles persistent deux ans. Les feuilles de Q. coccifera ont le même aspect luisant sur le dessus et le dessous (cela permet de facilement le différencier à l’état juvénile avec le Chêne vert dont la feuille est pubescente et blanchâtre sur le dessous).
Les fleurs jaunâtres apparaissent en avril-mai. Les fruits, isolés, portés par un pédoncule très court, sont des glands, de forme globuleuse. La cupule, qui les enveloppe pour plus de la moitié, est couverte d'écailles rigides, nombreuses, terminées en pointe aiguë.

## Distribution

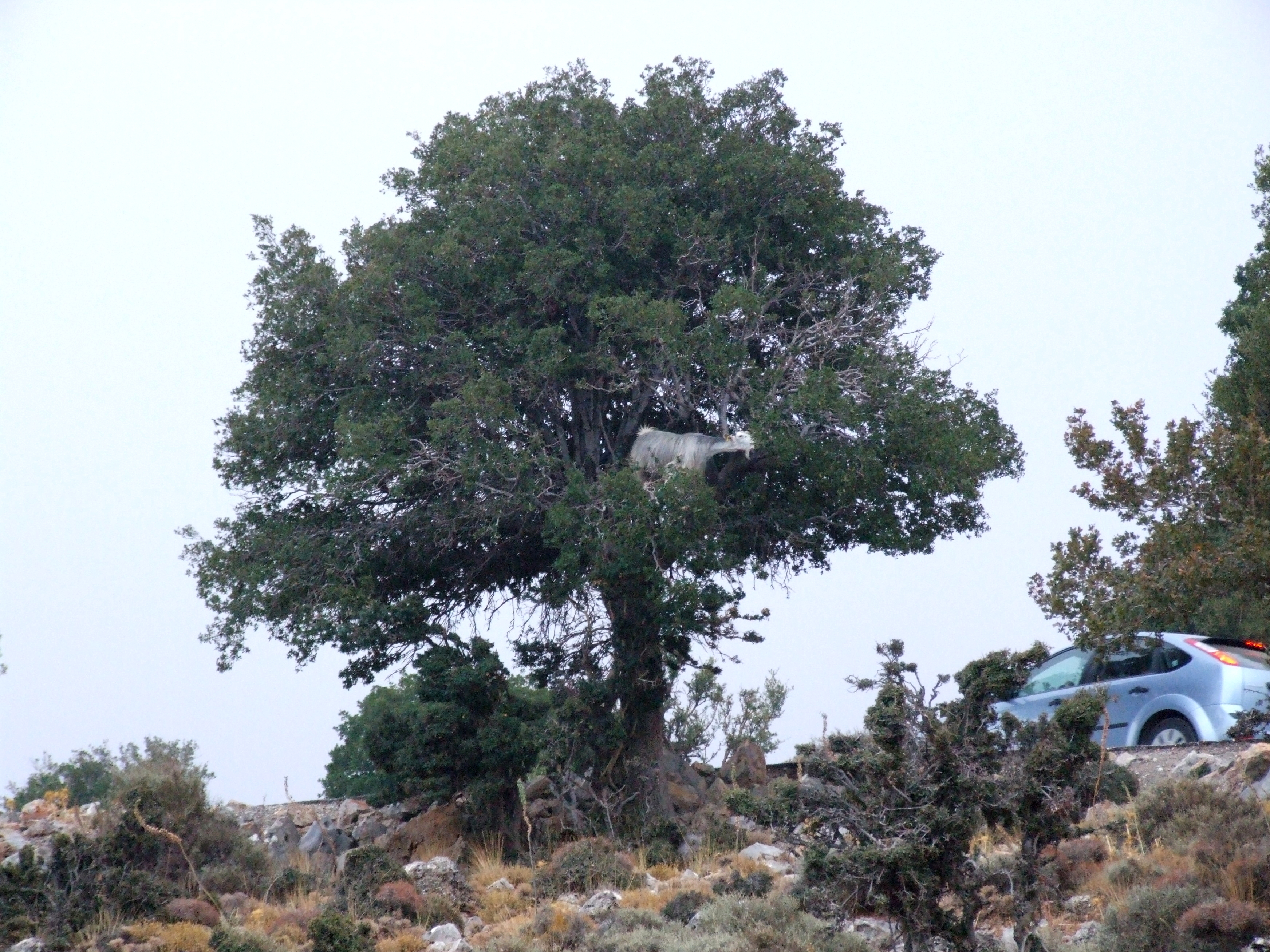
Une chèvre montée sur un vieux Chêne kermès en Crète.

Cette espèce est originaire du bassin méditerranéen : Afrique du Nord, Europe méridionale, Proche-Orient.
En France, on le trouve dans la région méditerranéenne, jusqu'à la Drôme vers le nord et l'Aveyron vers l'ouest. Il est très présent dans les calanques de Marseille et dans les massifs des Bouches-du-Rhône comme celui de la Sainte-Victoire.
C'est une espèce de pleine lumière, très adaptée à la sécheresse. C'est l'espèce type qui caractérise la garrigue qui lui doit d'ailleurs son nom. Elle est moins rustique au gel que le Chêne vert et ne pousse donc pas en altitude. Elle forme des fourrés impénétrables, délaissés par les animaux à cause des feuilles épineuses, qui favorisent la propagation des incendies. Le Chêne kermès leur résiste bien par sa souche drageonnante, qui lui permet de repousser vigoureusement après la destruction des parties aériennes.

## Utilisation
L'écorce et les racines du chêne kermès sont riches en tannins, substances utilisées pour le tannage des cuirs et la teinture des filets de pêcheurs depuis le Moyen Âge.

## Écologie
Le Chêne kermès abrite une espèce de cigale, la Cigale du garric, ou Cigale des garrigues (Tibicina garricola Boulard, 1983).
Une cochenille, Kermes vermilio (Hémiptère), parasite cet arbre. Après séchage et broyage, on tirait des femelles de cette cochenille une teinture rouge carmin très prisée. Les Romains en avaient promu la culture afin de réserver la pourpre tirée des murex à l'exercice du pouvoir. C'est ainsi qu'elle contribua plusieurs siècles durant à la richesse des teinturiers et tisserands notamment de la ville de Montpellier, célèbre pour ses luxueux tissus teintés de ce rouge. Son déclin commença avec la découverte du nouveau Monde et de la cochenille du Mexique (Dactylopius coccus), exploitée à moindre coûts. Elle ne fut vraiment abandonnée qu'au milieu du XIXe siècle, mais de manière fulgurante, au profit des colorants de synthèse. De surcroît, cette cochenille a été décimée par l'utilisation intensive des pesticides destinés à protéger les vignes, plantées sur les aires déboisées sur lesquelles pousse volontiers le Chêne kermès. C'est pourquoi on ne la trouve désormais quasiment que sur des Chênes kermès éloignés des zones agricoles.